# Abderrahman El Mejdoub
Abderrahman El Mejdoub (parfois orthographié Abd al-Raḥmān Majdhūb) est un poète marocain populaire soufi, originaire d'El Jadida (Maroc), qui vécut au XVIe siècle. Il serait né en février ou en mars 1504 ou encore en 1506 et décédé en 1565, en 1568 ou en mai 1569 selon les sources. Il est enterré à Meknès.
Ses quatrains constituent le livre oral le plus populaire au Maroc. Les thèmes tournent autour de la dénonciation du mal, de l’injustice et des fléaux de la société. 
La popularité de ses quatrains dans tout le Maghreb ne manqua pas de susciter la curiosité.

## Sources
- Article de Maroc Hebdo International no 542
- Aux rives de la francophonie : " L'Hâl " ou La transe cabalistique du phénomène " El ghiwan " par Khalid Benslimane.
- Les quatrains de Medjdoub le sarcastique, poète maghrébin du 16e siècle par Abd al-Raḥmān Majdhūb, textes arabes publiés, traduits, annotés et commentés par J. Scelles-Millie avec la collaboration de Boukhari Khelifa (Maisonneuve et Larose, 1966), sur openlibrary.org.